# 바사 마웸
바사 마웸(프랑스어: Bassa Mawem, 1984년 11월 9일 ~ )은 프랑스의 암벽등반 선수이다. 도쿄에서 열린 2020년 하계 올림픽 스포츠클라이밍에 참가했으며, 예선에서 최초의 올림픽 기록을 세웠다.